# شراقه
شراقه (به عربی: الشراقة) یک شهرداری در الجزایر است که در استان الجزیره واقع شده‌است.